# 高田眞治
高田 眞治（たかた しんじ、1893年8月6日 - 1975年11月24日）は、日本の漢学者。文学博士。東京帝国大学教授、大東文化大学教授。漢学会設立者。号は陶軒。西洋由来の支那学（シノロジー）ではなく日本伝統の漢学を重視した。
中国文学者、学習院大学名誉教授の高田淳は長男。

## 経歴
1893年、大分県宇佐郡宇佐町（現・宇佐市）生まれ。高田豊市の三男。1917年、東京帝国大学文科大学支那哲学科卒業。
卒業後は水戸高等学校教授、1924年より京城帝国大学予科教授。1928年から1930年までドイツ留学。1930年より東京帝国大学助教授。アメリカ合衆国、中華民国に留学し、帰国後の1934年より教授。1936年、文学博士が授与される。また、1932年に漢学会を設立し、『漢学会雑誌』を創刊、国家主義的思潮に沿って東京帝国大学文学部支那哲学文学科を指導する。
しかし敗戦により教員不適格とされ、1948年1月教職追放に遭い同大学を退職。1952年3月追放解除。1956年、大東文化大学教授、1963年定年となる。長い沈黙を経て、1966年から1968年、『詩経』の全注釈を上梓した。

## 人物
- 長沢規矩也によれば、高田が東京帝大に採用された理由は、前任者の服部宇之吉と同様に西洋哲学に通じていたことや、「お人好し」な人柄が服部とその妻繁子に気に入られたことによる[5]。国家主義に協力して戦後に追放されたのも、本人の思想というよりはそのような人柄のため、周りに流されていたからだった[6]。

## 家族・親族
高田家
大分県、東京杉並区
- 妻・ユキ（新潟、皆川正禧の長女）[2]

1902年 - 1973年
- 長男[2]

夭折
- 長女[2]
- 次男・淳[2]（中国文学者、学習院大学名誉教授、元同大文学部史学科教授）

1925年 - 2010年
- 次女[2]
- 三男[2]
- 四男[2]

## 著述
- 『儒教の精神』大日本図書 1937
- 『上代支那哲学史』東京プリント刊行会 1937
- 『支那哲学概説』春秋社 1938
- 『支那思想の研究』春秋社, 1939
- 『支那思想と現代』大日本図書, 1940
- 『日本儒学史』地人書館 1941
- 『東洋思潮の研究 第1』春秋社松柏社，1944
- 『支那思想の展開』第1巻 弘道館図書,1944

## 共編著
- 『比較政治学』浜薫明共著 南郊社, 1939
- 『時文読本』魚返善雄共編 大日本図書, 1940

## 校訂など
- 『易経』岩波文庫, 1937
- 『詩経 漢詩大系1.2』集英社 1966－68